# حزب دمکرات مسیحی (نروژ)
حزب دمکرات مسیحی نروژ، (به انگلیسی: Christian Democratic Party (Norway))، یک حزب سیاسی در کشور نروژ است. این حزب در جناح راست میانه قرار داشته و یک حزب غیر سوسیالیستی، محسوب می‌شود. حزب دمکرات مسیحی نروژ، بر اساس ارزش‌های فرهنگی مسیحیت بنا شده‌است. 
حزب دمکرات مسیحی نروژ، بهترین نتیجه مبارزات انتخابی خود را در انتخابات سال ۱۹۹۷ میلادی، به دست آورد. در انتخابات أن سال، این حزب موفق شد با کسب ۱۳٫۷ درصد از آرا، ۲۵ کرسی نمایندگی در مجلس ملی نروژ تصاحب کند. ضمن آن که در آن سال چل ماگنه بوندویک از همین حزب، به مقام نخست‌وزیری رسید.
اما بر خلاف موفقیت سال ۱۹۹۷، در انتخابات سال ۲۰۲۱ میلادی، نتیجه انتخابات برای حزب دمکرات مسیحی نروژ، مأیوس کننده بود. در این دور با اخذ تنها ۳٫۸ درصد آرا، حمایت از حزب به زیر حد نصاب انتخاباتی، سقوط کرد و در عمل تنها ۳ نماینده از حزب دمکرات مسیحی نروژ، به مجلس ملی نروژ راه پیدا کردند. این این بدترین نتیجه ای بود که حزب دمکرات مسیحی نروژ(KrF)، پس از جنگ جهانی دوم به دست آورده بود. بسیاری نتیجه بد این انتخابات را واکنشی به این واقعیت تفسیر کردند که در سال ۲۰۱۹ میلادی، این حزب با اکثریت کمی تصمیم گرفت همراه با حزب فرمسکریت پارتی در دولت ارنا سولبرگ شرکت کند.
پس از مذاکره با احزاب هویره، فرمسکریت پارتی و ونستره، در ژانویه ۲۰۱۹، حزب دمکرات مسیحی نروژ(KrF)، تصمیم گرفت به دولت ارنا سولبرگ بپیوندد که به این ترتیب به دولت وقت اکثریت پارلمانی بخشید. هنگامی که فرمسکریت پارتی، در ژانویه ۲۰۲۰، دولت را ترک کرد، تعداد وزرای حزب دمکرات مسیحی نروژ، از ۳ به ۴ افزایش یافت.

## یادداشت
1. ↑  سامی (اسکاندیناوی)